# Drum național 12A
Der Drum național 12A (rumänisch für „Nationalstraße 12A“, kurz DN12A) ist eine Hauptstraße in Rumänien.

## Verlauf
Die Straße zweigt in Miercurea-Ciuc (Szeklerburg) nach Nordosten vom Drum național 12 ab und durchquert die Ostkarpaten. Von Lunca de Jos an folgt sie dem Lauf des Trotuș in südöstlicher Richtung über Comănești, wo der Drum național 2G einmündet, und Târgu Ocna, wo der Drum național 12B nach Südwesten abzweigt. Die Straße verläuft weiter nach Onești, wo sie auf den Drum național 11 (zugleich Europastraße 574) trifft und an diesem endet.
Die Länge der Straße beträgt rund 113 Kilometer.